# Мађарски вепровац
Мађарски вепровац (лат. Doronicum hungaricum) је вишегодишња биљка из фамилије Asteraceae.  Врста се јавља у југоисточној Европи и западним, умереним деловима Азије.

## Опис врсте
Мађарски вепровац је вишегодишња биљка. Има кртоласти ризом. Стабљика је усправна, цилиндрична, висока 25-85 cm и најчешће се завршава једном главичастом цвашћу. Листови  су у доњем делу стабљике голи и имају дршке, целог су обода и дугуљасто-елиптичног облика. У горњем делу стабљике листови су са кратким дршкама или седећи, често длакави. Главице су пречника 4-6 cm, а на спољашњој страни су листићи инволукрума, уско линеарни, длакави и ушиљени. Цветови су жуте боје, па и главица коју сачињавају. Плод је ахенија дугачка 2-3 mm, са браздама. Цвета од априла до маја.

## Распрострањење у Републици Србији
У Србији мађарски вепровац настањује травна станишта и шуме, а често се доводи у везу са флорама шумостепа. Представља балканско-панонско-дакијски ендемит, ретку врсту која је припадни део суппанонског флорног елемента. Распострањење ове врсте обухвата: Војводину, околину Београда, Ђердап и кањон Лазереве реке у источној Србији, као и поједине локалитете у Метохији.

## Угроженост и заштита врсте
Мађарски вепровац има статус строго заштићене биљне врсте у Републици Србији.

## Галерија
- Станиште мађарског вепровца на планини Радан
- Станиште мађарског вепровца на планини Радан
- Цваст мађарског вепровца
- Мађарски вепровац
- Хабитус мађарског вепровца